# St. Paul, Arkansas
St. Paul là một thị trấn thuộc quận Madison, tiểu bang Arkansas, Hoa Kỳ. Năm 2010, dân số của thị trấn này là 113 người.

## Dân số
- Dân số năm 2000: 163 người.
- Dân số năm 2010: 113 người.